# 日本厕所

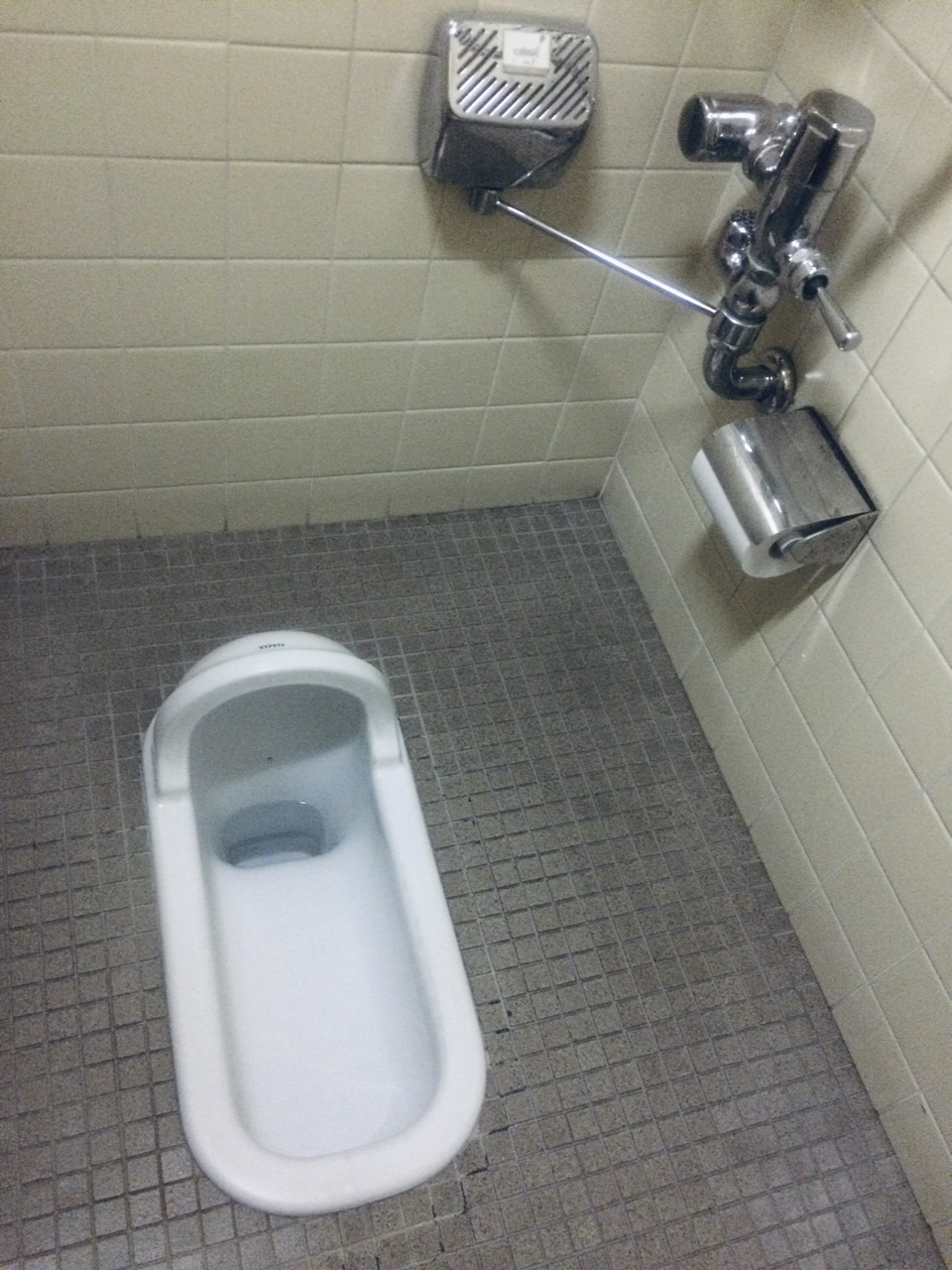
日本特有的和風兩用便器

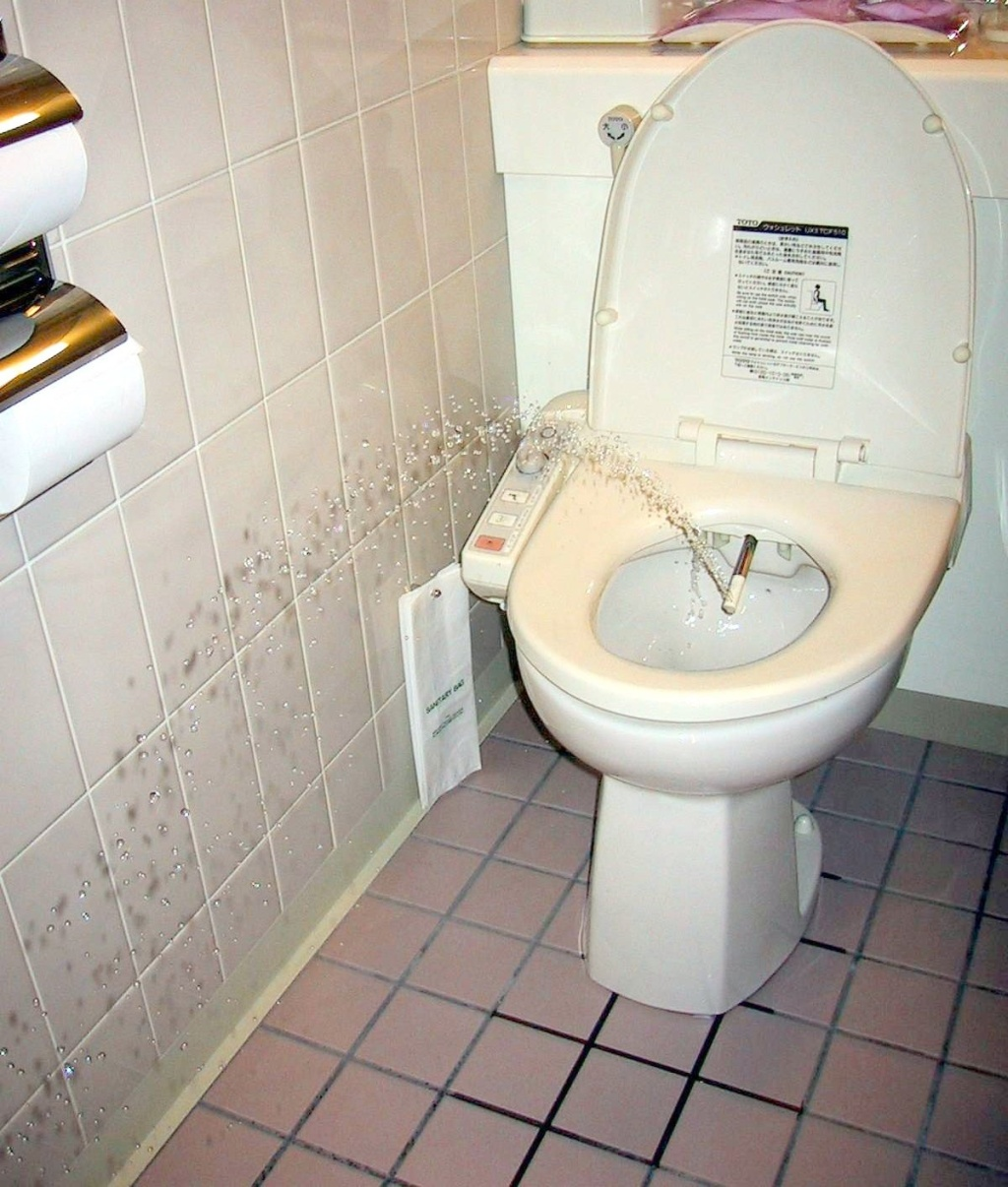
為了清洗肛門而從馬桶中噴出的水柱，這樣的坐浴桶式馬桶中文常稱為「免治馬桶」。

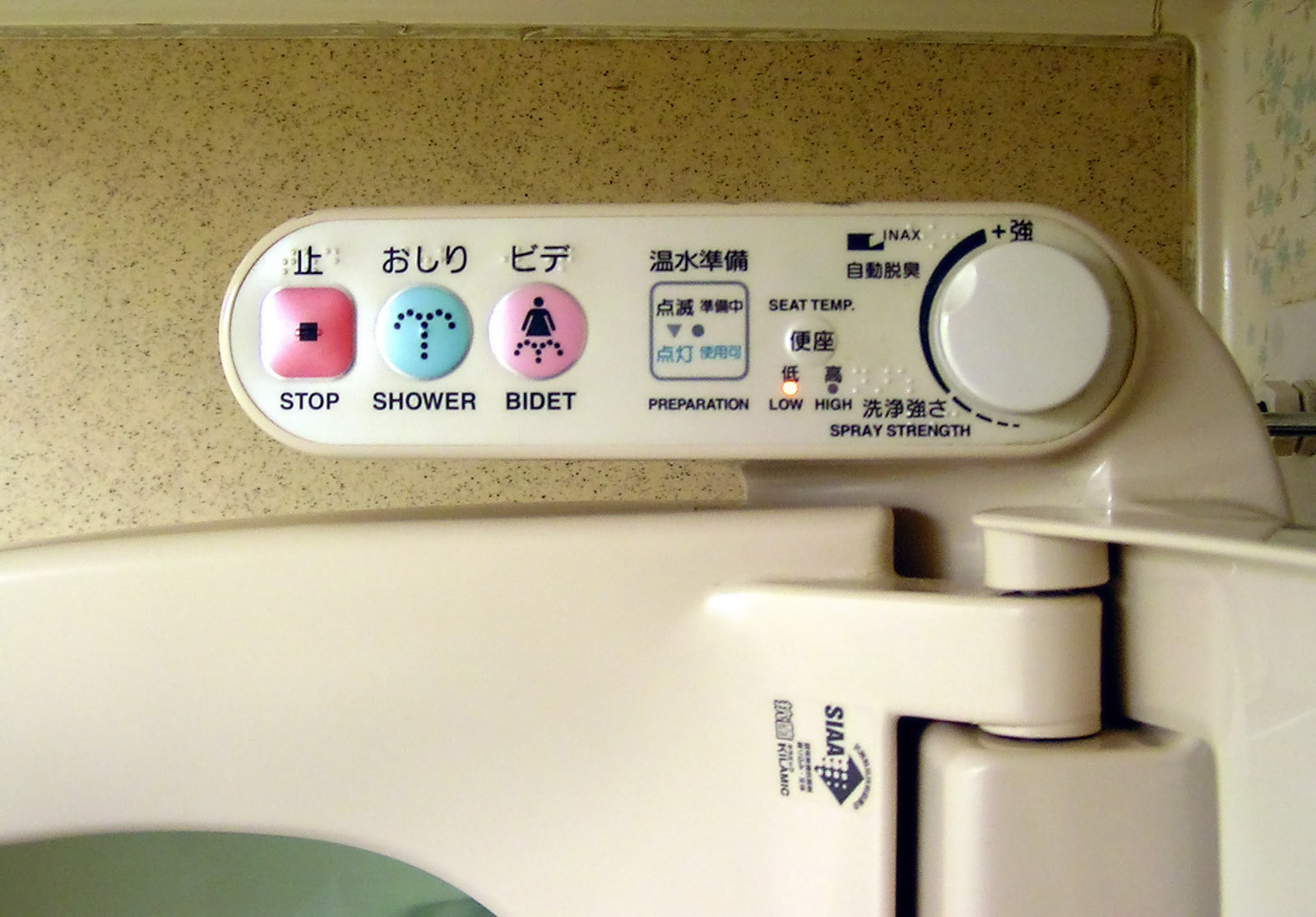
現代和式廁所中免治馬桶的控制盤。

本條目主題是日本的厕所。廁所在日語稱為便所。廁所在日本，大體來說分成三類，最古老的形式是簡單的蹲廁，又被稱為和式（わしき），由於易於清潔，目前在公共廁所中仍十分常見。但在第二次世界大戰後，西歐生產的便器傳入日本，又稱為洋式（ようしき），還有進口一般用的男性用小便器。導致沖水馬桶和小便器開始普及。
還有，便器的型式又分為水洗式便所、落下式便所、簡易水洗式便所、暗渠式便所、旱廁（汲み取り式便所）。

## 稱呼
日本的廁所在古代被稱為「はばかり」、「雪隱（せっちん）」、「厠（かわや）」、「手水（ちょうず）」等。昭和時代以後則被替換成「お手洗い」、「化粧室」、以及外來語（和製英語）用法「トイレ」、「W.C」、「ラバトリー」等詞作為表記。
至於今日日本的廁所則有各種形形色色的稱呼叫法，其中在被稱呼的場合中最多的是「トイレ」，使用的場面很廣。這是從英語單字「toilet」轉換而成的外來語。現在的日本語也將廁所稱作為「化粧室」。
昭和時代以後的，則是一種較委婉的說法，中文可翻譯為「洗手間」。實際上是指盥洗盆。此外，中文也有的辭彙在日本也是廁所之意，通常在百貨公司或超級市場的標示上可以看見，並會伴隨公共廁所的標誌符號。

## 其他
另外也可指馬桶本身。

另外漢字是最直接的稱呼方式，也十分常見。通常在小學、公眾游泳池的更衣室，以及其他的公共場所可以看到。並不會被視為不禮貌或過度直接的名稱，但還是有許多人偏好使用較為婉轉的辭彙。在許多孩童的遊戲中，出局小孩必須到特定的地方，例如一個圓圈的中間，那樣的場所也被稱為。日文還有許多其他的字詞能代表廁所，包括、等，但都較為少在一般場合使用。
馬桶在日文中稱作，馬桶坐則稱為。給小孩使用的馬桶稱為（有時寫作漢字）。
日本廁所協會將11月10日定為非官方的「廁所日」，因為11/10日文能讀做「ii-to(ire)」，又有「好的廁所」之意。

## 特色和使用方法
傳統的日式（和式，washiki）廁所是蹲廁 ，也被稱為亞洲廁所。這蹲式廁所的設計類似全亞洲的樣式 。大多數日本的蹲式廁所為瓷器，然而在某些情況下（如在火車上）以不銹鋼代替。用戶蹲坐在廁所排便時，可握着把手。所有其他的固定裝置，如水箱，管道及沖廁模式，都與西方廁所的類同。許多日本廁所有兩種沖廁模式：“小”和“大”。兩種所不同的是在水的使用量。 前者是供尿液，而後者是供大便用。廁格內會有設定桿以供使用者不同情況時選擇。
和式廁所有兩款：一款蹲廁的位置與地面水平，而另一款則是建在一個平台上約30厘米（1英尺）上。後者更方便男性站立小便時用，但這兩種類型都是為達到同一目的，並也沒有任何會區別大便時用或排尿時用，而大部份日本男性在蹲廁廁格內都是以蹲式小便的，因為蹲下時會使肛門張開，因此有機會同時產生大便的意欲而同時大便。用戶使用時要先盡量拉下褲子（半截裙時則掀高），把內褲褪下至膝蓋。然後蹲在廁具上，盡量把屁股接近廁具，因為糞便往往有機會跌到後方，排便後的拭擦應把手伸到背脊至肛門，再由前往後（背脊方向）擦，完成後可以由蹲廁沖走，因為廁紙多為水溶性的。由於使用者蹲下時，屁股的位置往往太後導致大便弄污地面（特別是外國遊客首次使用時），因此有許多公共蹲式廁所的標誌提醒用戶「請大家再向前蹲一步。」因此在和式廁所排便時最重要的就是蹲下的位置，而且必須盡量蹲下，因為屁股離地太高亦有弄污地面的可能。
初學者和外國人使用蹲廁大便時，都需要扶着前方水管。如果沒有水管或水管承重量不足夠，多數會每邊牆身安裝扶手以幫助用戶保持平衡，特別是大便期間和完成後站立時。另一種常見的解決辦法，外國人為避免大便時發生意外（蹲下排便時跌到蹲廁廁具中）而弄污衣服以致尷尬，會完全褪下褲／裙及內褲（所有下身衣物），掛在門上的鉤子上才開始大便。 
蹲式廁所的優勢是，它們很容易清洗而且也比較便宜，因為他們比西方廁所每次沖水時消耗較少的水，並且，由於沒有直接接觸的座位，使他們更衛生。而然，零接觸並不是沒有風險。因為蹲式廁所有機會令大小便飛濺在自己的腳及下身衣物上。而無水槽的設計已經盡量減少濺水和糞便。然而，由於大便在沖走前暴露在露天，他們通常產生更強大的氣味，這種影響對於使用者的影響是最大的。
值得一提的是，當初設計和式蹲廁及早期使用習慣，使用方向與現代相反。突出的半圓形其實是讓使用者懸掛支撐和服的下襬，避免接觸髒污，因此使用者的方向應該是背對半圓形。但隨著日本穿著隨著改革西化，這個作用性漸漸降低，慢慢的半圓形就被使用者聯想為阻擋尿液噴濺之用，而反過來使用蹲廁了。

## 現代的日本廁所
在日本，免治馬桶一般稱作「ウォシュレット」（Washlets，中文品牌名為 衛洗麗），這是東陶（TOTO）公司的品牌名稱。日本的免治馬桶有許多的特色功能，都是在亞洲以外國家難以見到的。依據各種型號款式的不同，這些免治馬桶通常會在感應到使用者靠近時自動掀開馬桶蓋、自動噴出水柱洗滌肛門或陰部（部份還具有按摩功能）、在洗淨後以溫風烘乾，最後在使用完畢後會自動沖水並闔上蓋子。近来，附近的亞洲地區如韓國、中國、臺灣與香港也開始流行此類的馬桶座。
目前日本的大部分西式廁所形態為坐浴桶廁所搭配功能馬桶蓋（即免治馬桶，或溫水洗淨便坐）。在2004年，有半數的日本家庭都裝有免治馬桶
。